# Atractocerus tonkineus
Atractocerus tonkineus is een keversoort uit de familie Lymexylidae. De wetenschappelijke naam van de soort is voor het eerst geldig gepubliceerd in 1948 door Pic.